# Sælfangst på Isen i Mørketiden
|  | Denne artikel er oprettet af botten PalnaBot ud fra en ekstern database. Den kan derfor have sproglige fejl eller mangler. Denne skabelon kan fjernes efter kontrol af indholdet. |

Sælfangst på Isen i Mørketiden er en film instrueret af Jette Bang.

## Handling
Hundeslæde på is. Fangeren stager jagthullet op med en stang med jerndup. Sæl trækkes op i net. Hjemmeliv i vinterhytte. Spæklampe. Skindrude. Sæl parteres indenførs. Ulo slibes.